# Lanfranco Vaccari
Lanfranco Vaccari (Milano, 22 giugno 1951) è un giornalista italiano.

## Biografia
Inizia la carriera giornalistica a Milano nel 1968, nella redazione del settimanale  sportivo Milan-Inter. Nel 1971 passa alla sezione Servizi speciali dell'ANSA, quindi nel 1972 all’edizione italiana di Playboy.
Nel 1975 va al settimanale L'Europeo, chiamato dall'allora direttore Tommaso Giglio,  e nel 1986 ne diventa  direttore responsabile.
Dal 1989 è al Sole 24 ORE, prima dall'Est Europa, per poi passare all'ufficio di corrispondenza di Tokyo. Rientrato in Italia diventa inviato e editorialista del settimanale Panorama.
Nel biennio 1996-1998 è vicedirettore de La Gazzetta dello Sport. In seguito, inviato di Esteri per il Corriere della Sera, fino al 2001, quando viene incaricato di elaborare il progetto del quotidiano gratuito (free press), City, e poi di dirigerlo, sempre nell’ambito del gruppo RCS.
Dal 24 ottobre 2004 al 1º agosto 2009 dirige Il Secolo XIX, quotidiano di Genova.
Ha diretto  il mensile di storia moderna Mondo nuovo.
Dal  2011 collabora a Longitude (https://www.longitude.it/)   mensile  italiano di politica estera pubblicato in inglese e distribuito in tutto il mondo.